# Мингечевирская ГЭС
Мингечеви́рская гидроэлектростанция (Мингечау́рская ГЭС) — гидроэлектростанция в Азербайджане на реке Кура, вблизи города Мингечевир. Крупнейшая ГЭС в Закавказье.
Мингечевирская ГЭС находится в Мингечевирской горловине, которая пересекает Боздагский хребет. Мингячевирский гидроузел включает в себя земляную намывную плотину (высота — 81 м, длина — 1550 м, объём — 15,6 млн м), здание ГЭС, комплекс водосбросных сооружений, а также водозаборные сооружения Верхне-Карабахского и Верхне-Ширванского оросительных каналов. Полная ёмкость Мингечевирского водохранилища, которое образуется с помощью плотины, — 16,1 км³.
Решение о строительстве Мингечевирского гидроузла было принято Советом народных комиссаров СССР в июле 1945 года. Мингечевирская ГЭС строилась в течение 9 лет и была введена в эксплуатацию в 1954 году (архитекторы Е. Попов, В. Перлин, П. Рыжик). Через год была введена в эксплуатацию менее мощная Варваринская ГЭС, которая расположена на 14 километров ниже вниз по течению реки Кура и является контр-регулятором Мингечевирской ГЭС. Вместе они образуют Мингечаурский каскад ГЭС.
За всё время эксплуатации (по данным на конец 2008 года) ГЭС выработала свыше 58,1 миллиарда кВт·час электроэнергии, из них около 940 миллионов кВт·час электроэнергии за 2008 год.
Мингячевирский гидроузел обеспечивает энергоснабжение страны, улучшение ирригации в Кура-Араксинской низменности, судоходства по реке Кура, пресечение возможных наводнений.

## История
В 1927 году Совет труда и обороны СССР направил в селение Мингячевир специальную комиссию. Целью данной комиссии являлось строительство на Мингячевирской горловине плотины, высота которой составила бы приблизительно 28 м.
Решение о строительстве гидроэлектростанции было принято в 1939 году на XVIII съезде ВКП(б) СССР. Членами специальной комиссии был подготовлен проект о строительстве гидроузла, согласно которому были начаты работы у подножья Боздагского хребта. Однако, работы были прерваны и возобновились лишь с окончанием Великой Отечественной войны. Летом 1945 года руководителями ЦК ВКП(б) и Совета Народных Комиссаров СССР было принято решение о возобновлении строительства. Строительство Мингячевирского гидроузла возобновилось.
В начале августа 1945 года учреждено строительно-монтажное управление «МингячевирГЭСстрой». В следующем году было сформировано отделение всесоюзного треста «Гидроэнергопроект» в г. Баку. Разработкой ирригационной части проекта занимался институт «Азгипроводхоз».
Поставкой оборудования, механизмов, строительных материалов занимались около 300 предприятий СССР (Ленинград, Краматорск, Красноярск, Минск, Горький, Москва, Кутаиси, Новороссийск, Брянск, Калининград). Осуществлением контроля над работами занимался парторг ЦК КПСС В. Кляцко. Ходом строительства руководил И. Исламзаде.
Комплекс гидроэлектростанции проектировался Московским и Бакинским отделениями Всесоюзного института «Гидроэнергопроект». Проект разрабатывался в Московском отделении под руководством действительного члена Академии архитектуры СССР Е. Попова архитекторами В. Перлином и П. Рыжиком при участии архитекторов Г. Меджидова, К. Сенчихина, С. Белаяна, В. Амирханова и Т. Гельфанда. Главным архитектором строительства выступил В. Иванов, главными инженерами проекта — Н. Иванов и В. Кудрявцев. Строительство гидроэлектростанции продолжалось в течение девяти лет.
Церемония открытия Мингячевирской ГЭС состоялась 10 января 1954 года. Ток поступал через два гидрогенератора. В 1954 году гидроэлектростанция начала работать с полной силой.
В 1957 году в эксплуатацию была сдана новая гидроэлектростанция — Варваринская ГЭС (три гидрогенератора) и подключена к Мингячевирской ГЭС. Был образован каскад Мингячевирских ГЭС.
Создание Мингячевирского гидроузла решило сразу несколько проблем:
1. Электроснабжение промышленности и сельского хозяйства;
2. Орошение 1 миллиона гектаров засушливых земель в хлопководческих зонах страны;
3. Устранение возможности наводнения;[13]
4. Устранение малярии в Кура-Араксинской низменности;
5. Заложение основ речного транспортного пути (в 600 км от Каспийского моря)[9]

## Современное положение
Гидроэлектростанция находится в прямом подчинении «Азерэнержи» и состоит в объединённой энергосистеме Закавказского региона, будучи самым крупным сооружением гидротехники. Мощность Мингчевирской ГЭС составляет 424,6 МВт (2 гидроагрегата по 71,5 МВт и 4 гидроагрегата по 70,4 МВт).
Первичная реконструкция Мингячевирской ГЭС была произведена в конце 1990-х годов. Материальную помощь при реконструкции оказали Европейский банк реконструкции и развития и Исламский банк развития. Мощность каждого блока гидроэлектростанции была увеличена с 60 МВт до 70 МВт.
Осенью 2007 года между компанией «Азерэнержи» и Исламским банком развития было подписано кредитное соглашение о втором этапе реконструкции каскада Мингячевирских гидроэлектростанций. ИБР выделил 80 млн долларов на осуществление проекта. Стоимость проекта составила приблизительно 95 млн долларов.
В 2013 году было завершено усовершенствование I и III гидроагрегатов Мингячевирской ГЭС.
К весне 2018 года началатая в 2010 году реконструкция и усовершенствование Мингячевирской ГЭС были завершены. Мощность ГЭС достигла 424 МВт. В результате реконструкции:
- сооружён новый пульт управления;
- установлен автотрансформатор мощностью 200 МВт;
- построено новое административное здание;
- заменены турбины и генераторы[2]

Новое оборудование было закуплено у французской энергокомпании «Areva». Строительно-монтажные работы осуществлены энергокомпанией «Azenko». Министерство промышленности и энергетики Азербайджана вложило 2,5 млрд. долларов в постройку новых и реконструкцию функционирующих административных зданий.
Осуществляется передача энергии в соседние страны — Российскую Федерацию, Республику Грузия, Иран. Электроэнергия начиная с декабря 2013 года также экспортируется в Турецкую Республику после строительства ЛЭП для объединения энергосистем трёх государств — Азербайджана, Грузии и Турции.